# Fontana di Dubai

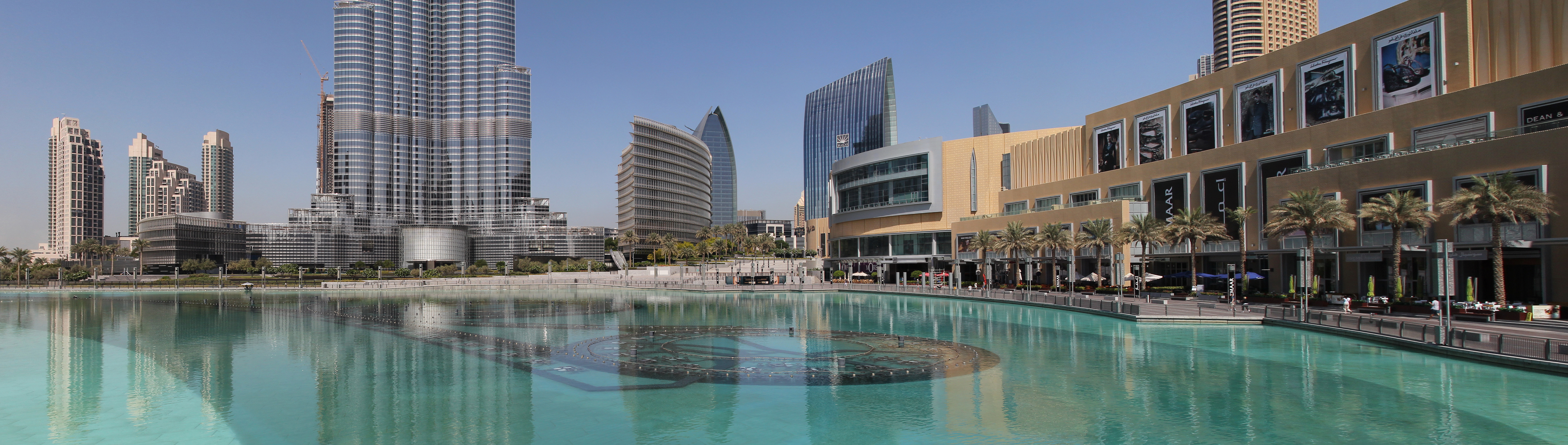
Veduta panoramica della fontana

La fontana di Dubai (in inglese: The Dubai Fountain) è un sistema idro-coreografico situato sul lago artificiale Burj Khalifa al centro della città di Dubai, negli Emirati Arabi Uniti. Questo articolato sistema di fontane è stato progettato da WET Design, una società con sede in California, responsabile anche delle fontane al Bellagio Hotel Lake di Las Vegas. Illuminato da 6.600 luci e 50 proiettori colorati, la vasca è lunga 902 piedi (275 metri) e le fontane sparano acqua fino a 500 piedi (152.4 m) accompagnato da una gamma di musica araba, classica e contemporanea riprodotta attraverso gli altoparlanti intorno al lago. L’intera costruzione è costata 800 milioni di AED (218 milioni di Dollari Statunitensi).
Il nome della fontana è stato scelto dopo un concorso organizzato dalla casa edile nonché sviluppatore del progetto, Emaar Properties, il cui risultato è stato annunciato il 26 ottobre 2008.  I test sulla fontana sono iniziati nel febbraio 2009 e la fontana è stata ufficialmente inaugurata 8 maggio 2009 insieme alla cerimonia ufficiale di apertura del Dubai Mall.
La Fontana di Dubai può spruzzare 22.000 galloni (83.000 litri) di acqua. La fontana contiene cinque cerchi di diverse dimensioni e due archi, inoltre spruzza l'acqua in molte combinazioni e schemi differenti. Il raggio di luce dalla fontana può essere visto da oltre 20 miglia di distanza (quindi circa 32Km). La responsabilità di selezionare la musica da utilizzare nella fontana è stata affidata a Peter Kopik, responsabile della coreografia di WET Design.

## Utilizzo
L’utilizzo della fontana è quello di intrattenere i numerosi turisti della città di Dubai in diversi momenti della giornata. Molteplici sono state le coreografie messe in atto dalla inaugurazione della fontana ad oggi. Gli spettacoli hanno una durata che va dai 3 ai 5 minuti. Negli spettacoli vengono riprodotte Hit che hanno fatto la storia della musica accompagnate dal danzare delle fontane, giochi di luce e dallo spegnimento totale dell’illuminazione circostante per rendere gli spettacoli ancor più coinvolgenti e suggestivi. Fra i diversi spettacoli avvenuti sicuramente emergono quelli che vedono come protagonisti musiche di autori come Michael Jackson, Whitney Houston e Andrea Bocelli.

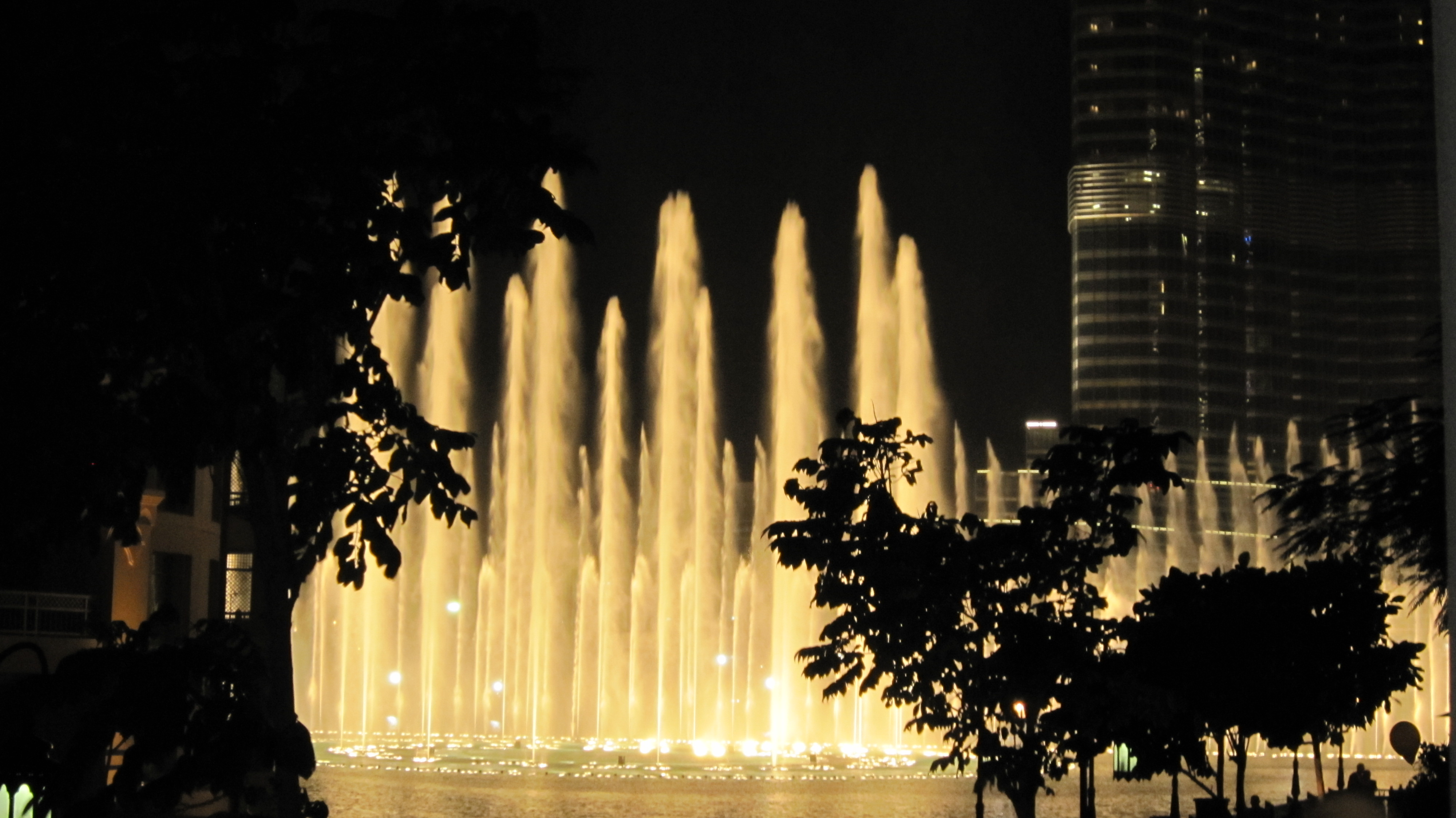
Veduta notturna della fontana durante uno spettacolo

## Eventi
DHL Express ha presentato per la prima volta una campagna pubblicitaria presso The Dubai Fountain il 20 ottobre 2011. È stata coreografata su una versione appositamente rielaborata del classico Motown " Ain't No Mountain High Enough ", e si è ripetuta per circa un mese. Nel marzo 2016 le fontane e il centro commerciale hanno fatto parte del lancio del logo di Expo 2020, cui hanno partecipato l'amministratore delegato Reem Al Hashimy e il primo ministro Mohammed bin Rashid Al Maktum. Dopo l'evento le fontane hanno ballato con "I Will Always Love You" di Whitney Houston.

## Postazioni
Una postazione favorevole per assistere allo spettacolo è la Waterfront Promenade, la via principale che si trova subito fuori dal centro commerciale, la passeggiata del lungo lago.
Si può osservare questo spettacolo anche dal ponte che collega il centro commerciale, cioè il Dubai Mall,  e il Souk Al-Bahar (mercato di lusso), oppure da una delle ampie terrazze panoramiche del Burj Khalifa. Al 124º piano del grattacielo (ad un’altezza di 452 metri dal suolo) si trova infatti una piattaforma di osservazione.

## Altre attrazioni
I turisti che si recano al Dubai Mall hanno anche la possibilità di trascorrere parte della giornata facendo una gita in barca nel lago artificiale del Burj Khalifa. Il mezzo di navigazione utilizzato è l'Abra, una tradizionale barca in legno araba. A bordo di questa imbarcazione è possibile navigare sul lago per ammirare il Burj Khalifa, ma anche osservare da un punto di vista ravvicinato i giochi d’acqua e delle luci delle fontane danzanti di Dubai. Sono molti gli operatori che offrono questi servizi, che sono richiesti in particolar modo di notte, quando si può vedere lo Skyline della città araba, che al buio si rispecchia nelle acque del lago grazie alle migliaia di luci che illuminano la città di Dubai.